# Plataea (geslacht)
Plataea is een geslacht van vlinders van de familie spanners (Geometridae), uit de onderfamilie Ennominae.

## Soorten
- P. aristidesi Rindge, 1976
- P. calcaria Pearsall, 1911
- P. californiaria Herrich-Schäffer, 1856
- P. diva Hulst, 1896
- P. mexicana Druce, 1899
- P. pausaniasi Rindge, 1976
- P. personaria H. Edwards, 1881
- P. trilinearia Packard, 1874
- P. ursaria Cassino & Swett, 1922